# Цифрова електроника
Цифрова електроника, Цифрова техника или Импулсна техника е раздел от електрониката, който изучава цифровите сигнали и проектирането на съответните устройства. Тя представлява усъвършенстване на и контрастира с аналоговата електроника, основана на аналогови сигнали.
Цифровите електронни схеми обикновено съдържат голям брой логически елементи, често реализирани като интегрална схема. Дори сложни устройства могат да се възпроизведат в електронен цифров вид чрез използване на Булеви логически функции.. В съвременните електронни схеми цифровата електроника е предпочитана поради многофункционалността, повишената степен на интеграция и свеждането на понятията към логически функции.

## История
Още през Средновековието математиците се стремели да представят числата чрез логически функции. Готфрид Лайбниц усъвършенства двоичната бройна система и установява, че при нея могат да се съчетаят принципите на аритметиката и логиката. За основа на цифровата електроника се счита създадената в средата на XIX век Булева алгебра. Тя е наричана още и математическа логика и е въведена от английския физик Джордж Бул през 1854 г. Освен революционната си идея Бул представя ясни методи за представяне на математическите функции в логически вид. Булевата алгебра работи основно с две величини – 0 или 1. Ако се интерпретират като сигнали, тези две величини в съвременните електронни средства са дефинирани технически като електрическо напрежениесъс стойности в диапазона от 0 до 5 – 5,8 V в зависимост от състоянието на сигнала. Тези сигнали могат да се предават, обработват и запаметяват много лесно.
През 30-те години на XX век американският учен Клод Шанън разработва различни превключващи електрически вериги. Правят се различни схеми с диоди и електронни лампи за създаване на някакъв сигнал, формиран от няколко прости сигнала, дефинирани в един интервал. Резултатите от тези експерименти довеждат до създаването на различни логики. Диодната логика и ламповата логика се смятат за едни от първите логически структури за формирането на логически елементи и схеми. Използването и експериментирането с различни елементи води до създаването на нови логики и логически фамилии. През 50-те години на XX век диодната и резисторната логика са доусъвършенствани. През 60-те години с навлизането на транзисторите се ражда ТТЛ логиката, изградена от схеми, в основата на които е биполярен транзистор. В края на 60-те и началото на 70-те се въвежда нова, CMOS логика, изградена върху полеви транзистор.
Днес за формирането на логически функции и схеми се използват различни логики и логически функции. След създаването на нови видове транзистори, се създават и схеми с различни транзистори и нови химични съединения. С разработката на новите логически схеми се постига по-голямо бързодействие и по-малка консумация на енергия.

## Основни логически функции
- функция НЕ (инвертор)
- функция И (логическо умножение)
- функция ИЛИ (логическо събиране)
- функция изключващо ИЛИ
- функция И-НЕ
- функция ИЛИ-НЕ
- функция изключващо ИЛИ-НЕ

Представянето на тези функции може да бъде извършено чрез таблица за истинност, логически израз или карта на Карно.
- двоичен код
- код на Грей

## Логически схеми
- буфери-схема свързана с други схеми за съгласуване на сигналите
- схеми за извършване на основни математически операции с двоични числа
- схеми за повтаряне или предаване на подаден сигнал

## Запаметяващи клетки
- Т-Тригери
- Д-Тригери
- Ер-Ес Тригери
- Ер-Ес-Ц Тригери
- Жи-Ка Тригери

## Комбинационни логически схеми
- Преобразуватели на код
- Шифратори
- Дешифратори
- Мултиплексори
- Демултиплексори
- Компаратори
- Суматори
- Аритметично-логическо устройство

## Последователни логически схеми
- Брояч
- Регистър

## Генератори на импулси
- Мултивибратор

## Други
- Магистрални усилватели
- Индикатори
- Цифрово-аналогови преобразуватели